# کلرواتیل‌نوراپومورفین
کلرواتیل‌نوراپومورفین (به انگلیسی: Chloroethylnorapomorphine) با فرمول شیمیایی C۱۸H۱۸ClNO۲ یک ترکیب شیمیایی با شناسه پاب‌کم ۱۵۶۳۷۶ است. که جرم مولی آن ۳۱۵٫۷۹ g/mol می‌باشد. شکل ظاهری این ترکیب، مایع بی‌رنگ است.